# Minería en Egipto

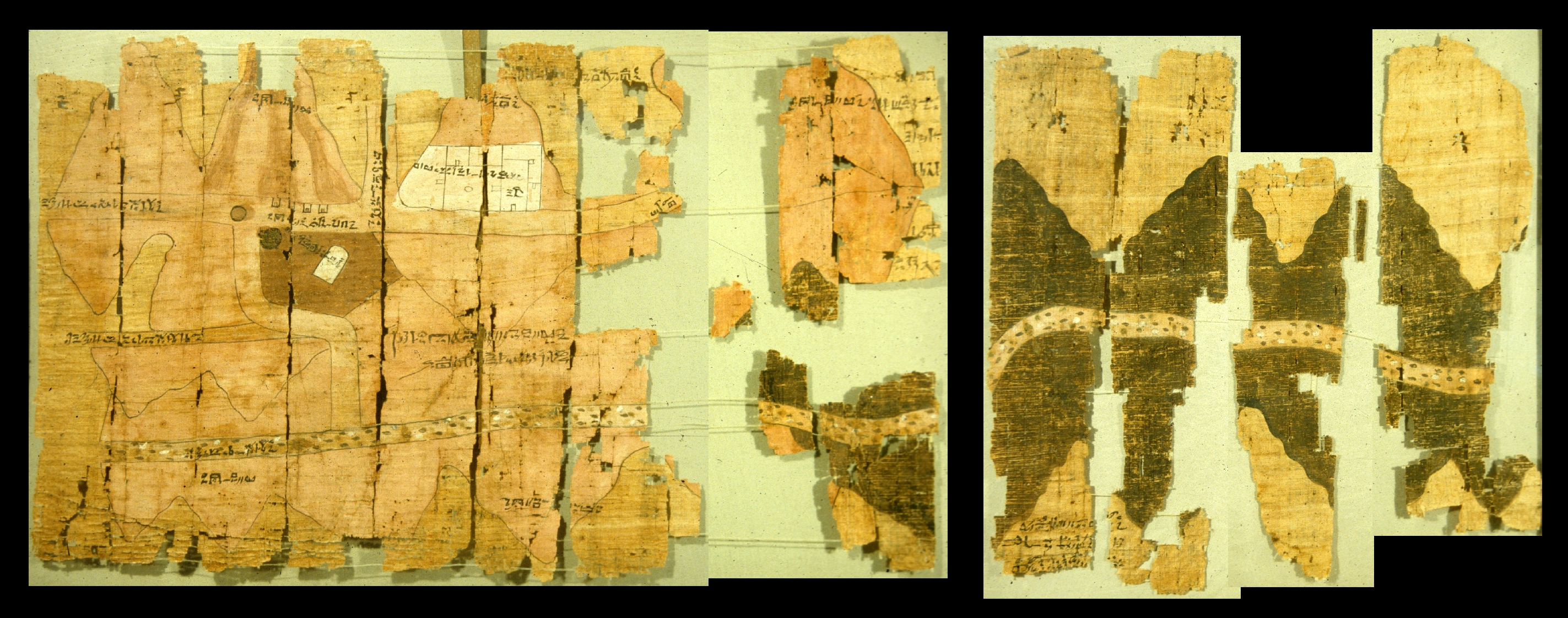
El papiro de las minas de Turín muestra minas en el Uadi Hammamat y es el mapa conocido más antiguo de su tipo.

La minería en Egipto tiene una larga historia que se remonta a la época predinástica. Egipto tiene sustanciosos recursos minerales, incluyendo 48 millones de toneladas de tantalita (el cuarto mayor del mundo), 50 millones de toneladas de carbón y una cantidad estimada de 6,7 millones de onzas de oro en el desierto arábigo. El valor real total de los minerales obtenidos fue de alrededor de 102 millones de libras egipcias (18,7 millones de dólares) en 1986, en contraste con los 60 millones de libras egipcias (11 millones de dólares) en 1981. Los principales minerales en términos de volumen obtenido fueron minerales de hierro, fosfatos y sal. Las cantidades producidas en 1986 se estimaron en 2048, 1310 y 1233 toneladas respectivamente, comparadas con 2139, 691 y 883 toneladas en 1981. Además, también se obtuvieron cantidades menores de asbestos (313 toneladas) y cuarzo (19 toneladas) en 1986. Exploraciones preliminares en el Sinaí indicaron la presencia de depósitos de zinc, estaño, plomo y cobre. Las exploraciones del sector privado y las actividades de explotación han sido, sin embargo, limitadas. Solo recientemente, AngloGold Ashanti con su socio comercial Thani Dubai y una compañía de exploración canadiense, Alexander Nubia International, ha llevado a cabo exploraciones en el desierto arábigo egipcio con cierto éxito. Centamin, una empresa de exploración mineral fundada en Australia, comenzó un proyecto de minería a gran escala en Sukari.

## Historia

Los mineros adoraban a Hathor, la "diosa de la turquesa", la cual creían que les protegía.

La minería de oro en el Alto Egipto se remonta a la época predinástica, y el primer mapa conocido en el mundo del periodo ramésida, que data de alrededor del 1160 a. C, muestra la ruta a las minas de oro en el Uadi Hammamat, en el desierto arábigo. La minería de oro comenzó con el trabajo del aluvión en Egipto y fue seguido por la minería subterránea a poca profundidad en Nubia alrededor del 1300 a. C., durante el periodo del Imperio Nuevo. Los métodos de trabajo incluían prender fuego para debilitar las rocas por colapso térmico, un método descrito por Diodoro Sículo en su Biblioteca histórica, escrito alrededor del 60 a. C.
La técnica de extraer granito y caliza era una tecnología avanzada para la época en que se construyeron las pirámides. El mármol, el alabastro y la diorita se usaban para hacer estatuas, el basalto para hacer sarcófagos, y la dolomita para hacer martillos con los que trabajar piedras duras. Entre las piedras preciosas y semipreciosas que se extraían y trabajaban ampliamente se encontraban la turquesa, el berilo, la amatista, el lapislázuli y la malaquita. Hathor era la diosa patrona de los mineros, y se encontraron templos, estatuas o inscripciones en su honor en muchos enclaves mineros redescubiertos. Se encontró un gran templo a Hathor construido por Seti II en las minas de cobre del valle de Timna. Otro templo se descubrió en Sarabit al-Jadim, donde en la antigüedad se extraía turquesa, en una expedición liderada por sir Flinders Petrie.
Egipto se convirtió en un gran productor de oro durante el Imperio Antiguo y permaneció así durante los siguientes 1450 años, interrumpido únicamente por las caídas del reino. Durante el Imperio Nuevo, la producción de oro se incrementó continuamente, y la minería se volvió más intensiva al desarrollarse nuevos campos. De acuerdo al historiador británico Paul Johnson, era el oro más que el poder militar el que mantuvo el imperio egipcio y lo convirtió en potencia mundial durante el tercer cuarto del segundo milenio antes de Cristo. La mayoría de las minas de oro que se conocen en Egipto fueron explotadas para la obtención de oro de alto grado (oro de 15 g/t o más) por los antiguos egipcios, sin embargo, ha habido pocas exploraciones que apliquen técnicas modernas, en las que los depósitos puedan ser viables con grados en oro desde 0,5 g/t (habiendo suficiente tonelaje y la infraestructura adecuada).
La mina de berilo más antigua conocida en el mundo está localizada en el valle de Uadi Sikait, en el desierto arábigo. Su explotación comenzó durante el periodo ptolemaico, aunque la mayor parte de sus actividades mineras datan de los periodos romano y bizantino. Todas las otras explotaciones de berilo, como Gebel Zabara, Uadi Umm Debaa y Uadi Gimal son romanas-bizantinas o islámicas (mediados del siglo VI en adelante). La minería de berilo se detuvo en Egipto cuando el Imperio Español descubrió esmeraldas de mayor calidad en Colombia en el siglo XVI.

## Tecnología moderna y exploración de oro

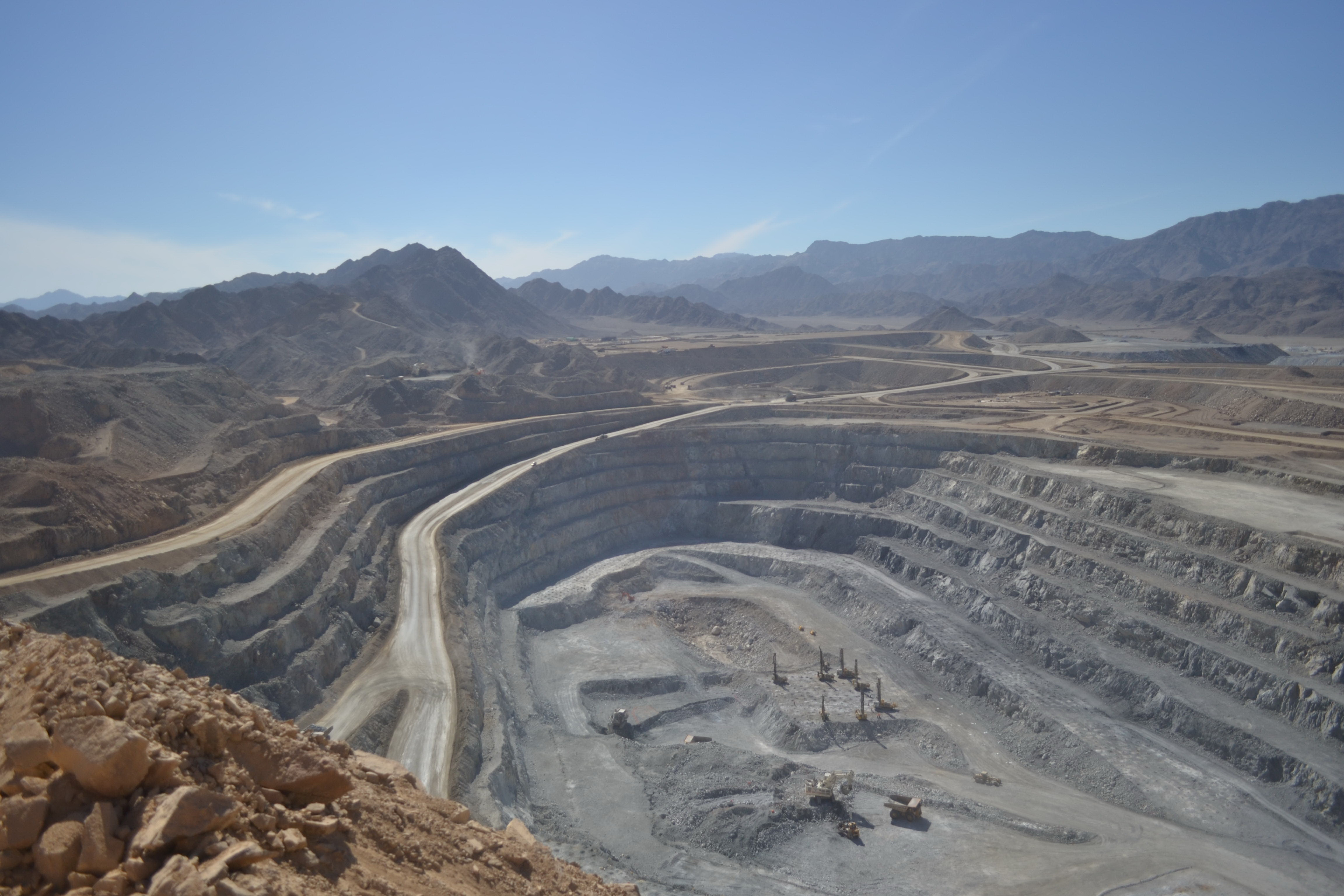
Vista de la mina de Sukari.

Las zonas de alteración se consideran las zonas más prometedoras para la extracción de mineral en el desierto arábigo central. Los antiguos mineros de oro en Egipto solo utilizaban vetas de cuarzo ahumado que contenían grandes cantidades de oro. Sin embargo, no tocaron las zonas de alteración. Las técnicas geofísicas y de teledetección pueden ser herramientas efectivas que provean información valiosa sobre nuevos depósitos. El mapeado de las zonas de alteración potenciales es una tarea fundamental para potenciar la exploración minera en la región. Previamente, estos trabajos de identificación utilizaron técnicas estándar de teledetección, análisis de componentes principales y clasificaciones de imagen. Un estudio reciente implementó la clasificación de Mapeado por Ángulo Espectral (SAM por sus siglas en inglés), estructura de superficie, datos aeromagnéticos y el análisis de decisión de múltiples criterios para intentar obtener mejores imágenes de las alteraciones mineralizadas prospectivas en la región. Por ejemplo, la clasificación SAM es una de las técnicas de clasificación más potentes que se pueden integrar con datos aeromagnéticos para mapear los depósitos de oro potenciales asociados con la zona de alteración en la región. La información de firma espectral del USGS para minerales de alteración se puede usar como un último miembro de la clasificación SAM. Para obtener un mejor mapeado, el resultado del SAM se puede restringir por los elementos estructurales que reducen el mapeado a los lugares de alteración reales. La capa de alineación de superficie de información de teledetección digital y la información geofísica, como las intensidades magnéticas totales, se pueden emplear para entender los regímenes tectónicos en el desierto arábigo y para detectar los patrones estructurales que controlan la existencia de los depósitos de oro.